# Ruth Zechlin (musicista)
(Ruth Zechlin)
Ruth Zechlin, nata Ruth Oschatz (Großhartmannsdorf, 22 giugno 1926 – Monaco di Baviera, 4 agosto 2007), è stata una compositrice, clavicembalista e organista tedesca.

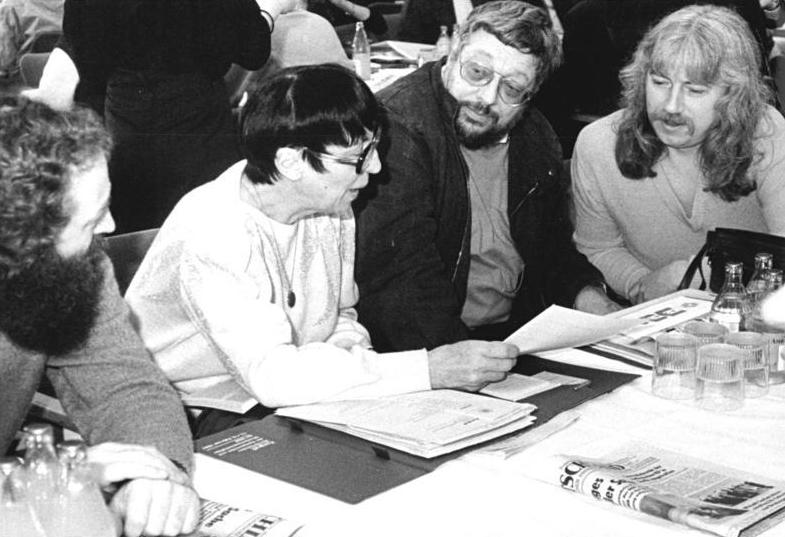
Ruth Zechlin assieme a Reiner Bredemeyer e a Reinhard Lakomy al congresso dei compositori tenutosi a Berlino nel 1987

Talento precoce, fu autrice di opere per teatro, sinfonie per orchestra, musiche da camera, ecc. In carriera si aggiudicò vari premi, tra cui per due volte (1975 e 1986) il Premio nazionale della Repubblica Democratica Tedesca e fu insignita dell'Ordine di Massimiliano per le scienze e le arti.
Fu membro dell'Universität der Künste Berlin e docente e rettrice presso la Scuola Superiore Hochschule für Musik Hanns Eisler di Berlino.
Il cognome Zechlin era quello del marito, il pianista Dieter Zechlin (1926-2012).

## Biografia
Ruth Zechlin nacque a Grosshartmannsdorf, dove iniziò le lezioni di pianoforte all'età di cinque anni e scrisse la sua prima composizione all'età di sette anni. Dal 1943 al 1949 studiò teoria musicale con Johann Nepomuk David e Wilhelm Weismann, musica sacra e organo con Karl Straube e Günther Ramin e pianoforte con Rudolf Fischer e Anton Rohden presso l'Accademia di musica di Lipsia. Dopo aver completato l'esame di stato, lavorò presso l'Accademia per un anno come docente e lavorò anche come organista supplente presso la Chiesa di San Nicola di Lipsia.
Nel 1951 sposò il pianista Dieter Zechlin e il matrimonio durò fino al 1972 quando la coppia divorziò. Ruth Zechlin ottenne la cattedra di teoria musicale all'istituto tedesco di musica di Berlino nel 1986, dove insegnò clavicembalo e studiò armonia, contrappunto, forma, orchestrazione e composizione. A partire dal 1969 divenne professoressa di composizione all'accademia d'arte, tenendo anche un corso di perfezionamento in composizione. 
Dopo il suo ritiro nel 1986, la Zechlin continuò da insegnare come professore invitato. A partire dal 1990, divenne membro dell'Akademie der Künste della DDR, ricomprendo anche il ruolo di vicepresidente di tale organizzazione. Nel 1997 divenne membro dell'Accademia delle Libere Arti di Mannheim e nel 1998 è diventata membro onorario del Deutscher Musikrat (Consiglio tedesco per la Musica).
La Zechlin compose opere per spettacoli strumentali e vocali e opere teatrali, oltre a musica per spettacoli radiofonici, documentari e film per la TV. Era un direttore attivo, una clavicembalista e un'organista ed ha ricevuto numerosi riconoscimenti per il suo lavoro. Tra i suoi ex studenti figurano Gerd Domhardt, Thomas Böttger e Georg Katzer.

## Composizioni (lista parziale)

### Opere per teatro[4]
- Reineke Fuchs (1967)
- La vita (1983)
- Sommernachtsträume (1990)
- Die Reise (1992)
- Un baiser pour le Roi (1995)
- Elissa (2004)

### Opere per orchestra[4]
- Concerto per violino (1963)
- Concerto per pianoforte (1974)
- Concerto per organo I (1974)
- Concerto per organo II (1975)
- Briefe für Orchester (1978)
- Kristallisationen für Orchester (1987)
- Venezianisches Cembalokonzert (1993)
- Triptychon 2000 für Orchester (1997-1999)

### Musica da camera[4]
- Keunergeschichten (1966)
- Amor und Psyche (1966)
- An Aphrodite (1977)
- Begegnungen (1977)
- Alternativer Baukasten (1993)
- 5 Studien und 1 Collage (1996)
- Reminiszenzen – pro domo (1996)
- Epigramme (1997)
- Passauer Konzert (2001)
- Kontemplation und Aktivitäten (2001)
- Italienisches Diptychon (Rom- Venedig) (2002)

### Canti[4]
- Messe für a-cappella-Chor (1964)
- Canzoni alla notte (1974)
- Das Hohelied (1979)
- Das A und das (1990)
- Magnificat (2002)
- MISSA in honorem Sancti Stephani (2003)

## Premi e riconoscimenti[5]
- 1955: Medaglia d'argento del Festival di Mosca per la sonatina per flauto e pianoforte
- 1962: Premio Goethe della città di Berlino
- 1965: Premio dell'Arte della DDR
- 1968: Premio Hanns Eigler
- 1968: Premio della critica della città di Berlino per l'opera "Reineke Fuchs"
- 1975: Premio nazionale della Repubblica Democratica Tedesca per il Concerto per Organo I
- 1986: Premio nazionale della Repubblica Democratica Tedesca per le opere per orchestra
- 1996: Premio delle Artiste della città di Heidelberg
- 1997: Croce al merito di prima classe
- 2001: Ordine di Massimiliano per le scienze e le arti